# Oxyrhachis dilaticornis
Oxyrhachis dilaticornis är en insektsart som beskrevs av Walker. Oxyrhachis dilaticornis ingår i släktet Oxyrhachis och familjen hornstritar. Inga underarter finns listade i Catalogue of Life.